# École nationale supérieure maritime
 (septembre 2014).
L’École nationale supérieure maritime (ENSM) est une école d'ingénieurs française qui forme les officiers de la marine marchande et des ingénieurs œuvrant dans le domaine maritime.
Il s'agit d'une parmi les 204 écoles d'ingénieurs françaises accréditées au 1er septembre 2020 à délivrer un diplôme d'ingénieur.
Héritière des « Hydros », les écoles d'hydrographie de Colbert, et des écoles de la marine marchande, elle est née en octobre 2010, de la fusion des quatre écoles nationales de la marine marchande (ENMM) de Marseille, du Havre, de Nantes et de Saint-Malo qui deviennent des sites ENSM et la création d'une direction générale.
C'est un établissement public d'enseignement supérieur prestigieux pour le domaine dont la tutelle est exercée, au nom du Ministre chargé de la Mer, par la Direction des Affaires maritimes de la Direction générale des infrastructures, des transports et de la mer.

## Histoire des «Hydros»
(février 2015).

### XVIesiècle

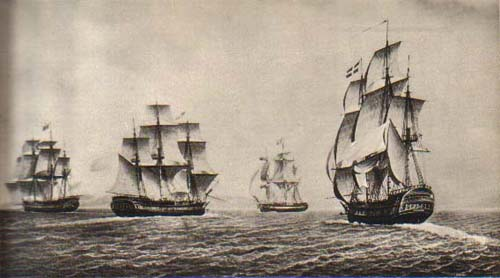
Bateaux Marchands de la Compagnie des Indes - 1780

- 1571 Création par Charles IX de la première École d'hydrographie à Marseille. Cette création fait de cette école la plus vieille école supérieure de France après le Collège de France (1530).

### XVIIesiècle

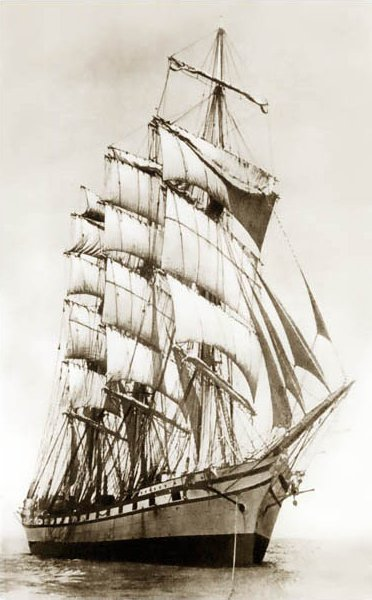
Persévérance, quatre-mâts de l'armement Bordes, construit par les chantiers de la Méditerranée, Chantiers navals de La Seyne-sur-Mer - 1917

- 1615 À Dieppe, Jean Guerard reçoit de l'amiral de France, Henry de Montmorency, une nomination officielle de professeur d'hydrographie.
- 1625 Les Oratoriens se voient confier la régence du Collège Saint-Clément où l'on enseigne « l'art de la navigation » à Nantes
- 1666 Création par lettre royale de l'École royale d'hydrographie du Havre
- 1672 Création par lettre royale de l'École royale d'hydrographie de Nantes située dans l'Hôtel de Briord. 23 pères jésuites auront la charge d'enseigner l'hydrographie jusqu'en 1762. Après des décennies de conflit avec les Oratoriens, ces derniers fort du soutien de la ville, remplacent les Jésuites pour quelque temps. La loi du 22 avril 1791 reforme l'enseignement maritime et clôt définitivement ce conflit.
- 1673 Création par lettre royale de l'École royale d'hydrographie de Saint-Malo

### XVIIIesiècle
- 1er janvier 1786 : ordonnance du maréchal de Castries, ministre de la Marine, réforme les écoles d'hydrographie : pour la première fois, les professeurs furent recrutés au concours et les méthodes d'enseignement uniformisées. Les élèves sont soumis à des examens.

### DuXXesiècleà nos jours
- 30 août 1908 : décret relatif à la constitution du corps militaire des professeurs d'hydrographie : un examinateur-inspecteur général, deux examinateurs adjoints inspecteurs, deux professeurs principaux, huit professeurs de première classe et huit professeurs de 2e classe. Le Ministère de la Marine Marchande exerce la tutelle des 5 écoles d'hydrographie (Le Havre, Saint-Malo, Paimpol, Nantes, Marseille).
- 1947 : une nouvelle organisation de l'enseignement maritime se met en place, dépendant du ministère des Transports, également chargé de la Marine marchande. À la suite de la fermeture de l'école de Paimpol, les 4 écoles d’hydrographie (les « Hydros ») changent de nom et deviennent les Écoles nationales de la marine marchande (ENMM). Sous le nom de « professeurs de la marine marchande » le corps enseignant est divisé en trois sections, comprenant respectivement chacune, les professeurs d'hydrographie qui conservent leur nom traditionnel, les professeurs mécaniciens et les professeurs de technique et de commerce maritime. La formation des officiers de marine marchande comprend alors deux filières :
  - Pont : formation des capitaines au long cours (CLC)
  - Machine : formation des chefs mécaniciens
- 1965 : par la loi no 65-505 du 30 juin 1965, le corps des professeurs de la Marine marchande devient celui des « professeurs de l'enseignement maritime », le titre séculaire de professeur d'hydrographie disparait.
- Fin des années 1960 : la France innove en créant le brevet de capitaine de 1re classe de la navigation maritime (communément appelé C1) premier brevet d'officier polyvalent au monde, qui remplace progressivement les brevets de capitaine au long cours et d'officier mécanicien de 1re classe et qui permet d'exercer indifféremment les fonctions d'officier pont et d'officier machine sur toutes les mers et océans du monde sans restriction de tonnage et de puissance (propulsion)
- 2008 : par décret no 2008-934 du 12 septembre 2008, le corps militaire des professeurs de l'enseignement maritime est mis en extinction, ses missions ayant vocation à être reprises par le corps des administrateurs des affaires maritimes
- 2010 : à la suite du Grenelle de la mer, décision de créer une « grande école des métiers de la mer » et regroupement des quatre anciennes « Hydros » (École nationale de la Marine marchande) au sein de l’École nationale supérieure maritime (ENSM). L'école nationale de la Marine marchande de Saint-Malo en fait partie.

## Mission
En France, l'École nationale supérieure maritime (ENSM) a pour mission de former les officiers de la marine marchande et des ingénieurs œuvrant dans le domaine maritime et para-maritime.
L'École accueille en moyenne environ 200 élèves à Saint-Malo, 350 à Marseille et au Havre, un peu moins à Nantes.
Recrutés par un concours sélectif à l'issue du baccalauréat, ils deviennent officiers polyvalents (pont et machine) ou monovalents (Officier chargé du quart).
Les études des premiers durent cinq ans et demi et les seconds six ans. La polyvalence est une particularité française qui contribue à sa réputation d'excellence. Les officiers supérieurs sont susceptibles de commander des navires marchands (ou de guerre) comme d'exercer la fonction de chef mécanicien. Le commandant doit savoir ce qu'il se passe « à la machine » et le chef mécanicien doit comprendre ce qu'il se passe « à la passerelle » (le commandant peut avoir besoin de manœuvrer en urgence et d'avoir la puissance maximale).
L'aspect technique est très important et pluridisciplinaire. La formation humaine et le management le sont tout autant dans cette formation maritime.

## L'offre de formation

### Formation initiale
Les actions de l'ENSM sont avant tout centrées sur la formation des marins avec notamment les cursus STCW (Standards of Training, Certification and Watchkeeping for Seafarers).

#### Filière A
Cette filière forme les officiers polyvalents (pont et machine) et leur délivre un titre d'ingénieur après cinq ans et demi d'études. Elle prépare aux brevets les plus élevés sans limitation de tonnage et de puissance : Capitaine ou Chef mécanicien ou Capitaine de 1re classe de la navigation maritime (polyvalent pont et machine).
L'accès normal à cette filière se fait par concours (bac S requis) ou sur dossier (candidats ayant au moins un niveau bac +2 études scientifiques). La scolarité se fait à Marseille pour le cycle L et au Havre pour le cycle M.
L'ENSM propose également une filière paramaritime composée de deux parcours : éco gestion du navire (EGN) et déploiement et maintenance des systèmes offshore (DMO). Elle est accessible sur dossier après une licence scientifique ou technique, sur dossier pour les titulaires de certains titres maritimes, après l’année de licence 3 génie maritime également dispensée sur le site ENSM de Nantes, à la suite de certains Bac + 2.

#### Filière B
Cette filière forme des officiers chef de quart passerelle (OCQPI ) ou machines (OCQM). Elle aboutit aux brevets de chef de quart soit passerelle soit machine, ouverte aux bacheliers sur Parcoursup. La scolarité se fait au Havre ou à Saint-Malo.
Elle forme des capitaines ou des chefs mécaniciens.

### Formation continue ou de spécialisation

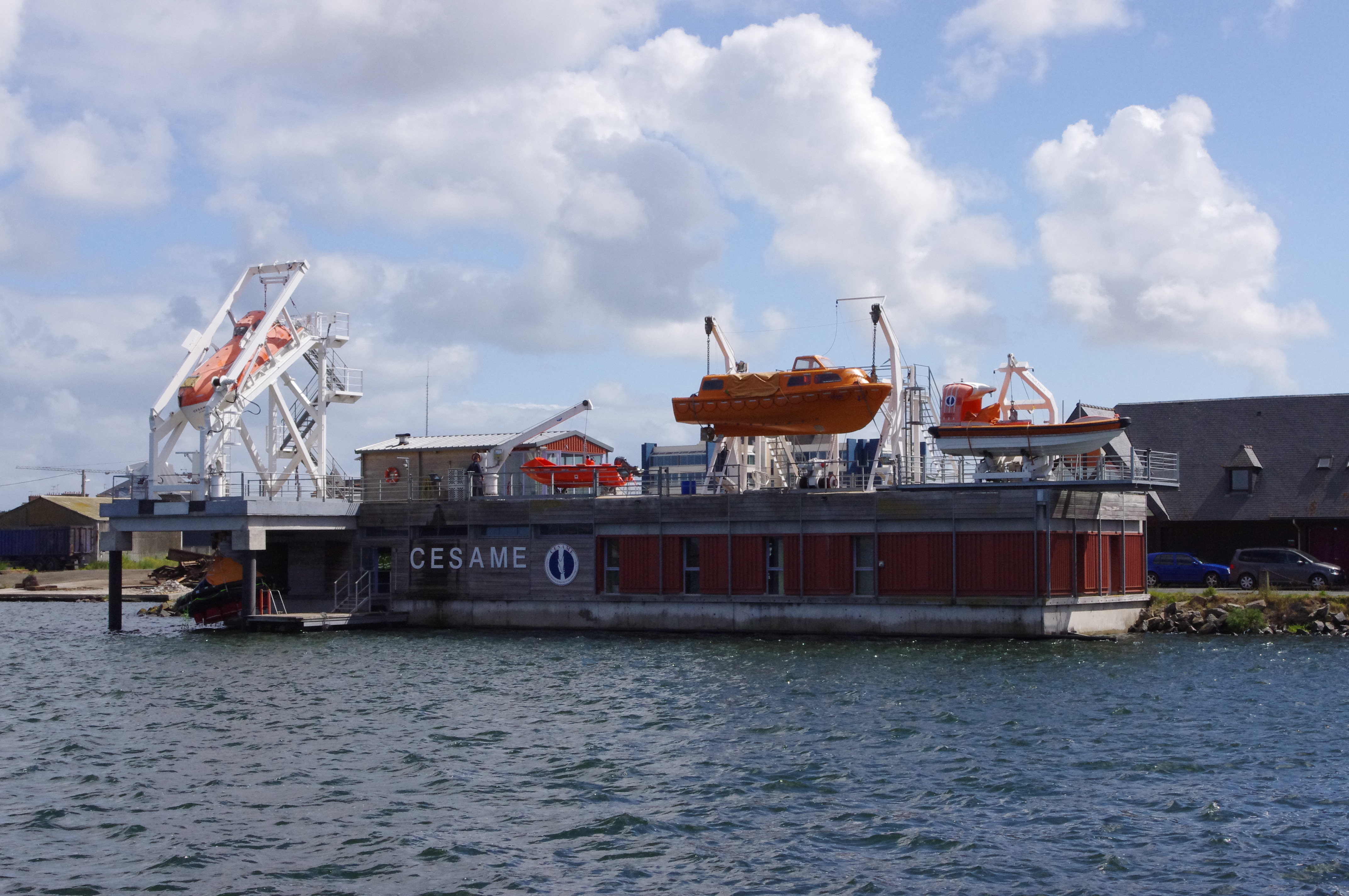
CESAME, dans le port de Saint-Malo

L'ENSM offre des formations de courte durée tels que :
- Bridge Resource Management (BRM) et Engine Room Ressource Management (ERM) ;
- Certificat d'aptitude à l'exploitation des embarcations de sauvetage (CAEERS) ;
- Techniques individuelles de Survie en mer (TIS);
- Ship Security Officer (SSO), Company Security Officer (CSO) et Port Facility Security Officer (PFSO) (formation ISPS) ;
- Ship Handling VLCC ;
- Gestion de crises ;
- Conduite et entretien des installations frigorifiques, de climatisation, diesels, vapeur, hydrauliques ;

L'ENSM participe aussi à des formations longues en partenariat avec d'autres institutions :
- Diplôme universitaire (DU) d'expert maritime (en partenariat avec l'université du Havre, formation en cours de mastérisation) ;
- Master de droit et sécurité des activités maritimes et océaniques (en partenariat avec l'université de Nantes) ;
- Mastère spécialisé « Cybersécurité des systèmes maritimes et portuaires ».

## Conseil d'administration
Il est composé de 24 membres.

### Huit membres sont nommés par l'État
- Le secrétaire général du ministère chargé de la Mer ou son représentant
- Le directeur général des infrastructures, des transports et de la mer ou son représentant
- L'inspecteur général de l'enseignement maritime
- Le chef d'état-major de la marine nationale ou son représentant
- Quatre personnalités qualifiées, dont une au moins issue de l'enseignement supérieur, reconnues pour leur compétence dans les domaines concernés par la formation dispensée à l'ENSM.

Le président, obligatoirement choisi parmi les quatre personnalités qualifiées, est nommé par décret pour une période de trois ans, renouvelable une fois, sur avis du ministre chargé de la Mer, après consultation du conseil d'administration.

### Huit membres désignés par des organisations représentatives
- Sept représentants des employeurs désignés par l'organisation professionnelle Armateurs de France
- Un membre d'une association d'anciens élèves.

Un recours auprès du Conseil d'État, organe produisant les décrets régissant le fonctionnement de l'ENSM, a été déposé par le syndicat SNPAM-CGT considérant que la répartition des sièges ne laissait pas de place aux syndicats de marins et que les deux tiers des places sont occupées par des personnes extérieures à l'école. Toutefois, après étude du cas, le Conseil d'État rejeté le recours au vu des textes dont dépend l'ENSM. En effet, le ministre de tutelle de cet établissement n'est pas celui chargé de l'enseignement supérieur mais celui de la mer. Les textes réglementant l'enseignement, sur lesquels s'appuyait la contestation, ne s'appliquaient donc pas.

### Huit membres sont élus représentants du personnel et des élèves
- Quatre représentants des enseignants ou enseignants-chercheurs.
- Deux représentants du personnel non enseignant.
- Deux représentants d'élèves.

## Uniformes
Les élèves ne portent plus en cours leur uniforme. Ceux qui en possèdent un le revêtent pour les galas annuels des sites.

## Traditions
Les traditions maritimes, notamment le baptême des  Pilots, les jeunes marins, trouvent leurs racines dans la création des écoles d'hydrographie par Charles IX en 1571. Ces écoles, destinées à former les officiers de la marine marchande, ont instauré des rites et des cérémonies pour marquer les étapes importantes de la formation des marins. Le baptême, en particulier, est un événement symbolique qui perdure depuis plusieurs siècles, renforçant le lien entre les générations de marins et leur engagement envers la communauté maritime.
Historiquement, les Pilots étaient de jeunes apprentis marins, mais le terme a évolué pour englober la période d'un ensemble de traditions et de rites spécifiques à l'enseignement maritime. Aujourd'hui, ce terme désigne les élèves de première année de l'École nationale supérieure maritime (ENSM) avant leur baptême maritime.